# Burg Šostýn
Die Burg Šostýn (deutsch: Schauenstein; gelegentlich auch Schawenstein, Scheibstein, Schornstein oder Schowenstayn genannt) ist eine gotische Burg in der Gemeinde Kopřivnice, Tschechien.

## Geschichte
Erbaut wurde sie wahrscheinlich durch die Grafen von Hückeswagen, die zwischen 1220 und 1240 nach Mähren kamen. Anderen Angaben zufolge wurde sie in der zweiten Hälfte des 13. Jahrhunderts erbaut. Im 15. Jahrhundert wurde sie von ihren Besitzern verlassen und baufällig. Zu Beginn des 19. Jahrhunderts, als die Burg in Besitz der Unternehmerfamilie Raška war, wurde sie überwiegend demontiert.
Im Jahre 1945 ging sie ins Eigentum des Staates Tschechoslowakei über. Der bedeutendste Fund ist der einer kleinen Elfenbeinstatue, die so genannte Venus von Šostýn.